# Lagoa do Junco
A Lagoa do Junco é uma lagoa portuguesa, localizada na ilha açoriana de São Miguel, arquipélago dos Açores, no município de Ponta Delgada encontra-se no Maciço das Sete Cidades próxima da Lagoa do Peixe e da Lagoa da Prata, da Lagoa das Éguas e da Lagoa do Canário.
Esta lagoa encontra-se a uma cota de altitude em relação aonível do mar que ronda os 800 metros e está na latitude de 37.83º e na longitude de 25.76º.